# Esquites

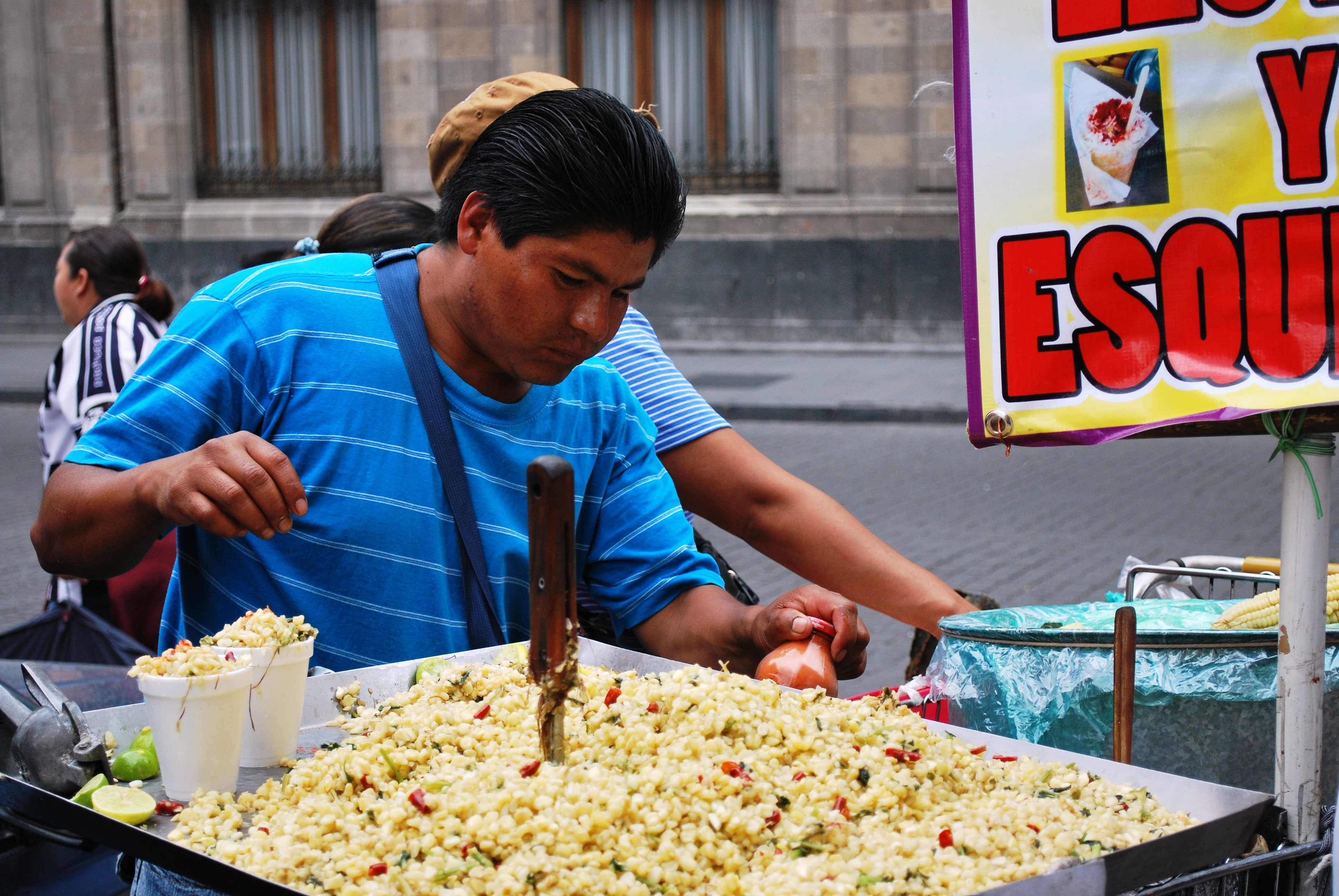
Esquites-försäljare

Esquites, mexikansk maträtt som ofta är tilltugg, mellanmål eller snabbmat på gatan. Ordet kommer från nahuatl izquitl, med betydelsen "rosta på stekjärn". Rätten består av kokta majskorn, oftast från vitmajs, kryddade med epazote (Dysphania ambrosioides). Som snabbmat serveras rätten oftast i en kopp och med obligatoriska tillbehör såsom salt, chilipulver, citron, riven oaxacaost och surgrädde.